# Abdoul Sissoko
Abdoulwhaid „Abdoul“ Sissoko (* 20. März 1990 in Troyes) ist ein malisch-französischer ehemaliger Fußballnationalspieler.

## Karriere

### Verein
Sissoko spielte für die Nachwuchsabteilung seines Heimatvereins ES Troyes AC und wurde hier 2008 in den Profikader aufgenommen. Nach drei Spielzeiten verpflichtete ihn der italienische Erstligist Udinese Calcio. Nachdem Udinese ihn in der ersten Saison im Kader behielt, lieh er ihn die nächsten Spielzeiten an andere Vereine aus. Im Sommer 2015 verließ Sissoko schließlich mit nur einem Pflichtspieleinsatz die Italiener und wechselte zum spanischen Verein RCD Mallorca.
In der Sommertransferperiode 2016 wurde er vom türkischen Erstligisten Akhisar Belediyespor verpflichtet. Hier wurde er ein wichtiger Bestandteil jener Mannschaft die mit den Gewinn des Türkischen Pokals der Saison 2017/18, des Türkischen Supercups 2018 und der Pokalfinalteilnahme 2018/19 die wichtigsten Erfolge der Vereinsgeschichte realisierte.

### Nationalmannschaft
Entgegen seinem älteren Bruder Mohamed Sissoko entschied sich Abdoul Sissoko gegen eine Karriere in den malischen Nationalmannschaften und für eine in den französischen Nationalmannschaften. So debütierte er 2011 für die französischen U-20-Nationalmannschaft.

## Erfolg
Akhisarspor
- Türkischer Supercup-Sieger: 2018
- Türkischer Pokalsieger: 2017/18
- Türkischer Pokalfinalist: 2018/19